# Таско Тасков
Таско Тасков е бивш елитен български и международен футболен съдия, понастоящем Изпълнителен директор на ПФК Пирин (Благоевград).

## Биография
Роден е в град Троян, в семейството на бившият футболист на ПФК Пирин (Благоевград) Сани Тасков. Учи в местното СОУ „Св. Климент Охридски“, където прави и първите си стъпки във футбола.
Премествайки се в София, завършва MT&M Колеж-София, със специалност мениджмънт, търговия и маркетинг.
В мъжкия футбол играе за ФК Конелиано (Герман), ПФК Вихрен (Сандански), ПФК Спартак (Плевен), ПФК Дунав (Русе) и ФК Академик (Свищов).
Поради хронични проблеми с коляното, Тасков прекратява активна спортна кариера и се отдава на футболното съдийство. След като преминава през аматьорските футболни групи, достига до най-високото ниво на съдийството, като е бил рефер в много „сложни“ футболни дербита, като „вечното дерби“ ЦСКА – Левски, което е водил няколко пъти, Левски – Лудогорец, ЦСКА – Лудогорец, Ботев (Пловдив) – Локомотив (Пловдив) и много други.
Прекратява през 2017 година своята обещаваща съдийска кариера, след хронични проблеми с коляното, което не му дава възможност да бъде функционален на терена на най-високо ниво, но също и заради неразбирателства с ръководството на БФС.
Тасков е лицензиран рефер по плажен футбол.

### Футболен ръководител

#### ЦСКА 1948
През лятото на 2017 година, новосформираният футболен клуб ПФК ЦСКА 1948 (София) обявява, че Таско Тасков ще е бъде Маркетинг директор в клуба. Остава в клуба до 2019 година.

#### Пирин (Благоевград)
На 6 ноември 2020 година от ПФК Пирин (Благоевград) обявяват, че с решение на Борда на директорите, Тасков ще е новият Изпълнителен директор на клуба.

### Личен живот
Тасков е семеен, като през юли 2020 година сключва брак с Лора Йорданова.